# Нойхарлингерзиль
Нойхарлингерзиль (нем. Neuharlingersiel) — община в Германии, в земле Нижняя Саксония.
Входит в состав района Виттмунд. Подчиняется управлению Эзенс. Население составляет 1119 человек (на 31 декабря 2010 года). Занимает площадь 24,55 км².
Коммуна подразделяется на 4 сельских округа.
| Год  | Население |
| ---- | --------- |
| 1990 | 1041      |
| 1995 | 1121      |
| 2000 | 1102      |
| 2005 | 1085      |
| 2010 | 1120      |

## Фотографии

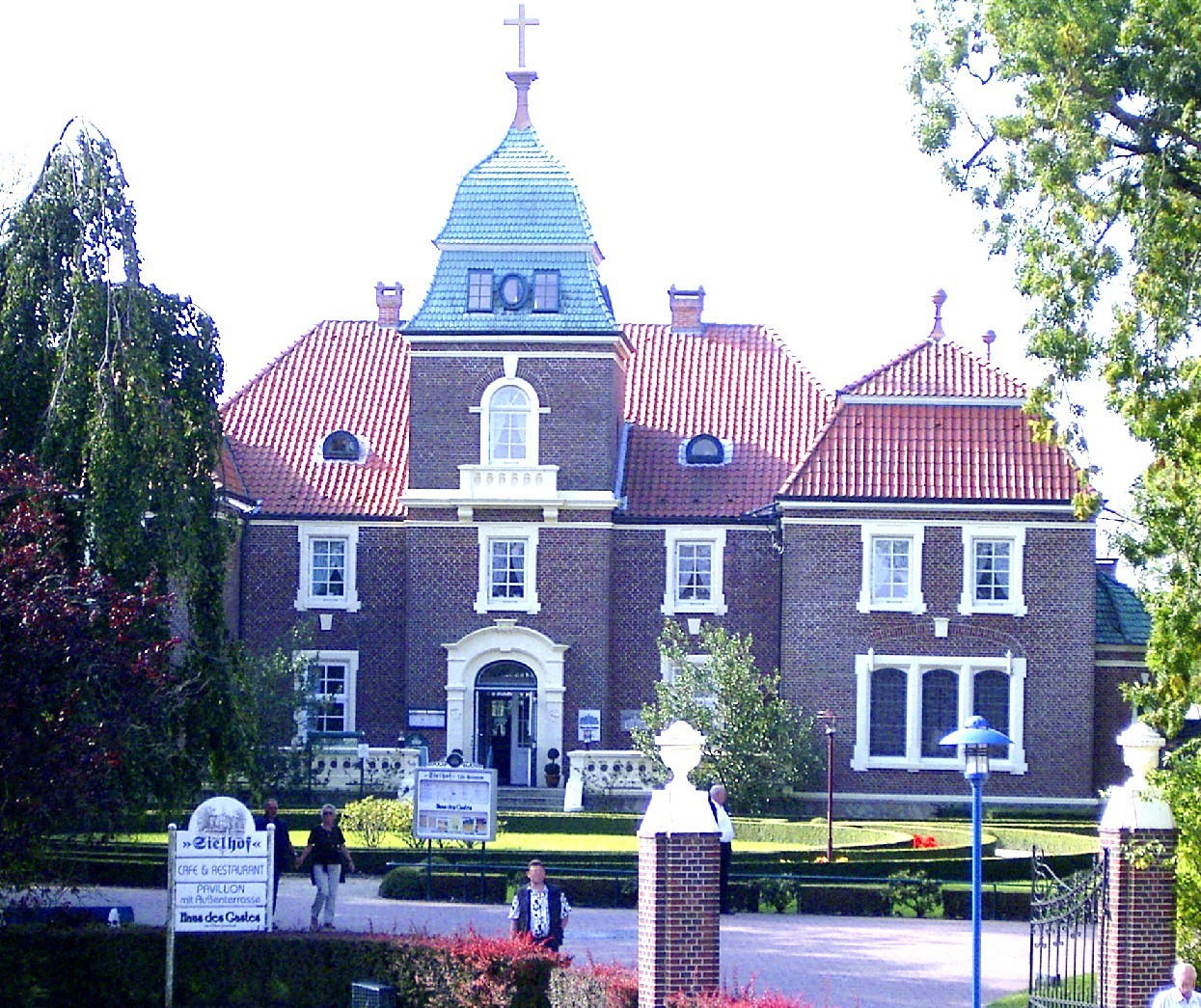
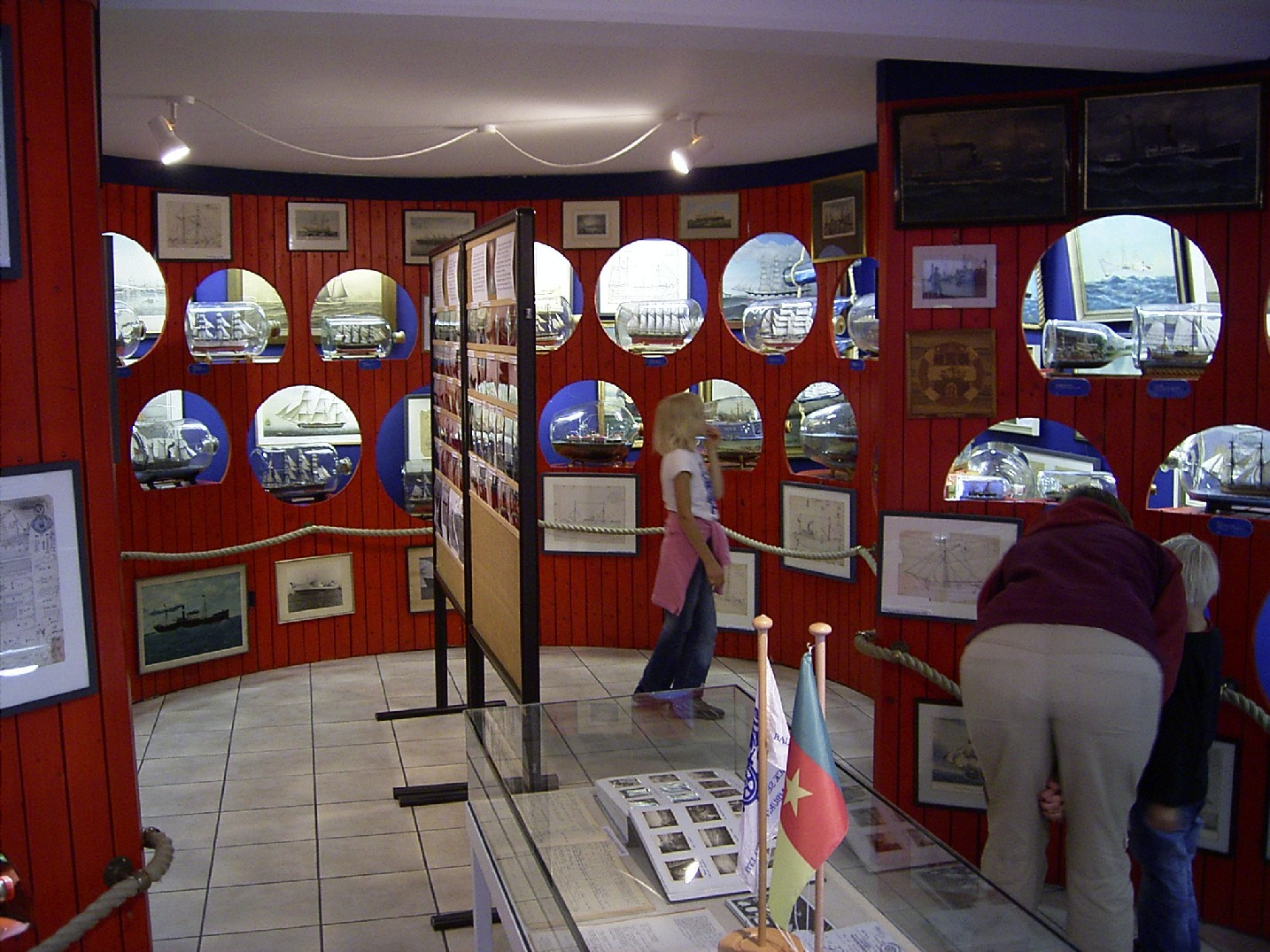
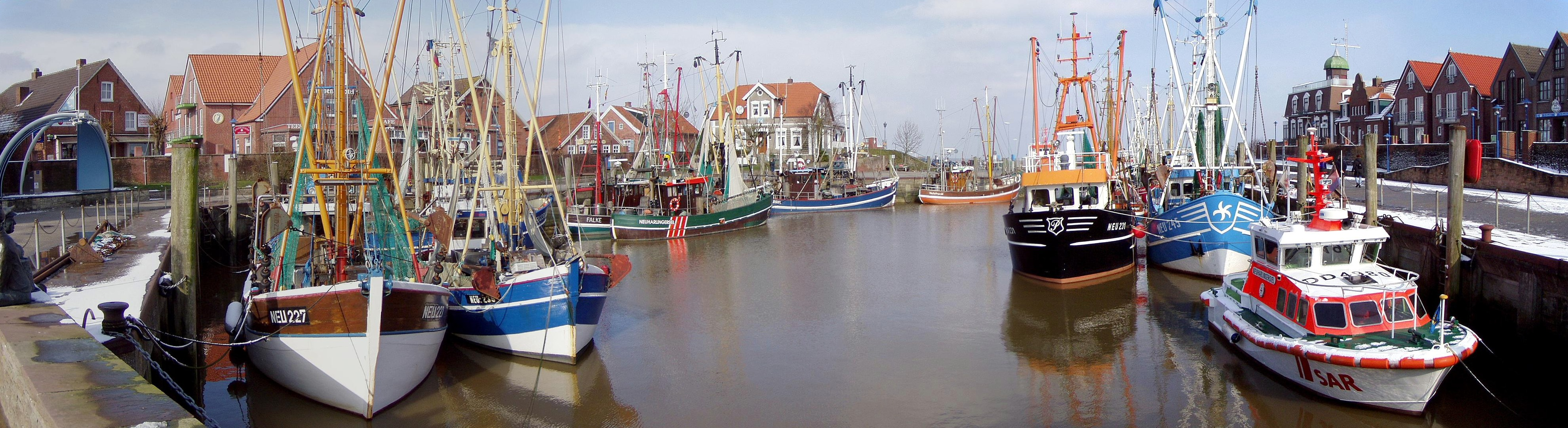